# Väne-Ryr
Väne-Ryr är en småort i Vänersborgs kommun och kyrkbyn i Väne-Ryrs socken. Orten är belägen i Västergötland, nära gränsen mot Bohuslän och Uddevalla kommun och ligger 15 km väster om Vänersborg och Trollhättan och 15 km öster om Uddevalla. 
Samhället har vuxit upp vid den numera nedlagda stationen Ryr på Uddevalla-Vänersborg-Herrljunga Järnväg. Busshållplats med fåtal avgångar per dygn finns. Riksväg 44 gick före 2003 genom samhället, men går numera strax utanför som motorväg.
Väne-Ryrs kyrka, är från 1732 och ligger mitt i samhället.
Från Väne-Ryr stammar korasen Väneko.

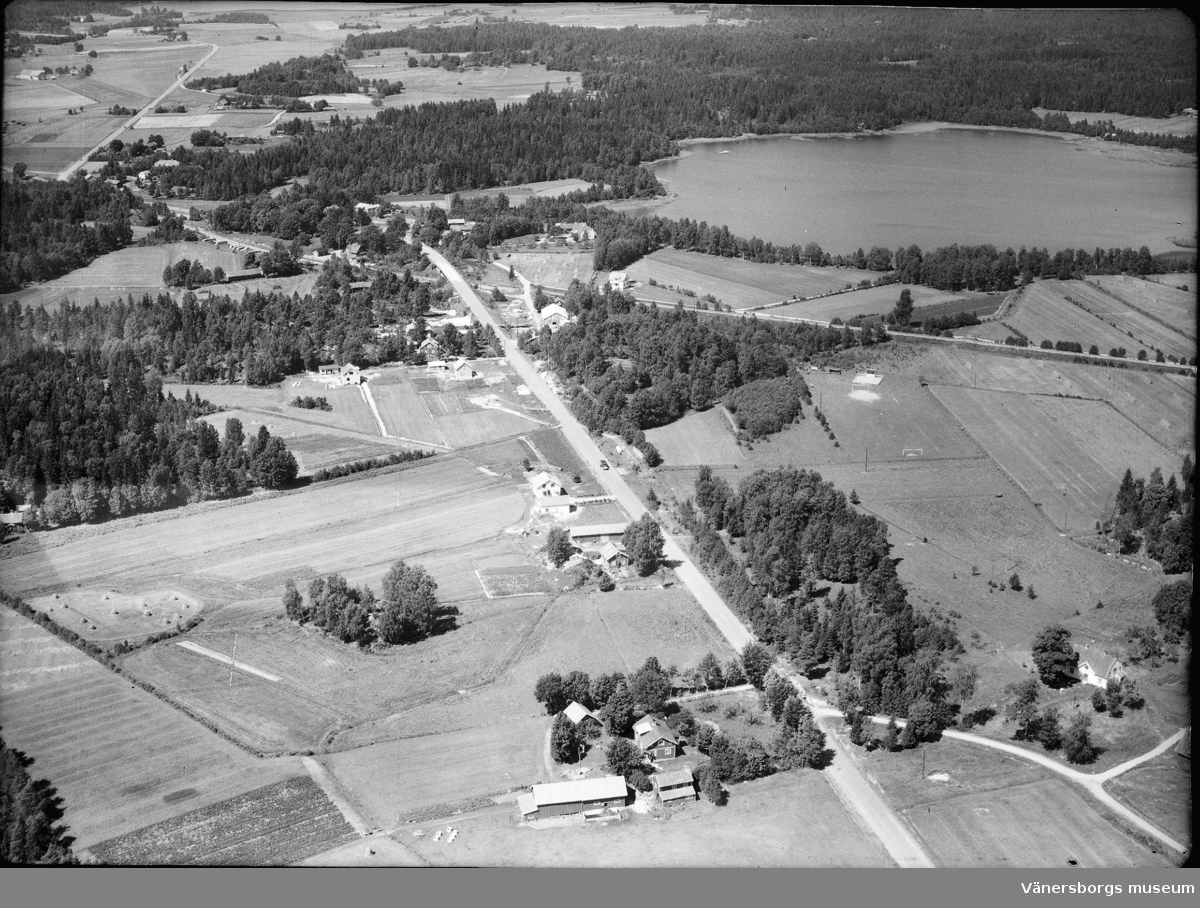
Flygbild över Väne-Ryr från 1947.